# Publius Rutilius Lupus (redenaar)
Lucius Rutilius Lupus was een Romeins redenaar die leefde onder Tiberius.
Er bestaat van hem een werk in 2 boeken, De figuris sententiarum et elocutionis, dat hij naar het Grieks van de redenaar Gorgias zou hebben bewerkt. Een geschrift dat wegens de goed gekozen voorbeelden niet zonder waarde is.

## Referentie
- art. Rutilii (5), in F. Lübker - trad. ed. J.D. Van Hoëvell, Classisch Woordenboek van Kunsten en Wetenschappen, Rotterdam, 1857, p. 840.